# All-Star Game de la NBA 1971
El 21º All-Star Game de la NBA de la historia se disputó el día 12 de enero de 1971 en el San Diego Sports Arena de la ciudad de San Diego, California. El equipo de la Conferencia Este estuvo dirigido por Red Holzman, entrenador de New York Knicks y el de la Conferencia Oeste por Larry Costello, de Milwaukee Bucks. La victoria correspondió al equipo del Oeste, por 108-107, siendo elegido MVP del All-Star Game de la NBA el base de los Seattle Supersonics Lenny Wilkens, que consiguió 21 puntos en una buena serie de 8 de 11 lanzamientos anotados. El partido se decidió en los últimos segundos, cuando Lew Alcindor, más tarde conocido como Kareem Abdul Jabbar anotó un tiro a dos metros de canasta y el tiro libre posterior para poner a su equipo con ventaja de un punto a 48 segundos del final, marcador que ya no se movería. Jabbar acabó con 19 puntos y 14 rebotes. Por parte del Este, los más destacados fueron el jugador de los Hawks Lou Hudson y Willis Reed de los Knicks, que consiguieron ambos 14 puntos.

## Estadísticas

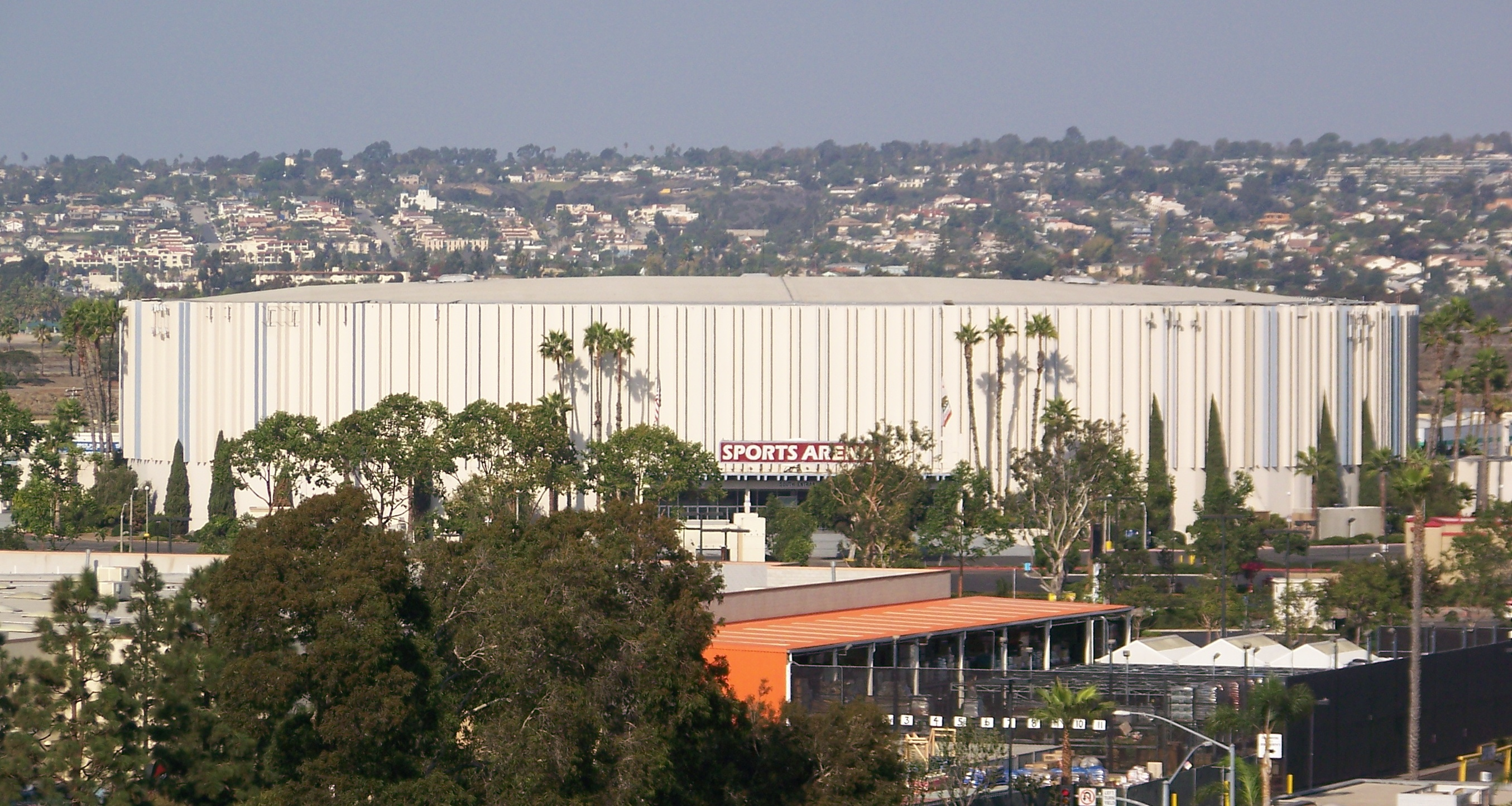
El San Diego Sports Arena, sede del All-Star de 1971.

### Conferencia Oeste
| CONFERENCIA OESTE              |     |     |     |     |     |     |     |     |
| Jugador, Equipo                | MIN | TCA | TCI | TLA | TLI | REB | AST | PTS |
| Connie Hawkins, Phoenix        | 1   | 0   | 0   | 0   | 0   | 0   | 0   | 0   |
| Jerry Lucas, San Francisco     | 29  | 5   | 9   | 2   | 2   | 9   | 4   | 12  |
| Kareem Abdul-Jabbar, Milwaukee | 30  | 8   | 16  | 3   | 4   | 14  | 1   | 19  |
| Dave Bing, Detroit             | 19  | 2   | 7   | 0   | 0   | 2   | 2   | 4   |
| Jerry West, Los Angeles        | 20  | 2   | 4   | 1   | 3   | 1   | 9   | 5   |
| Elvin Hayes, San Diego         | 19  | 4   | 13  | 2   | 3   | 4   | 2   | 10  |
| Bob Love, Chicago              | 21  | 6   | 12  | 4   | 5   | 4   | 0   | 16  |
| Wilt Chamberlain, Los Angeles  | 18  | 1   | 1   | 0   | 0   | 8   | 5   | 2   |
| Jeff Mullins, San Francisco    | 3   | 0   | 0   | 0   | 0   | 0   | 0   | 0   |
| Geoff Petrie, Portland         | 5   | 0   | 3   | 0   | 0   | 0   | 1   | 0   |
| Oscar Robertson, Milwaukee     | 24  | 2   | 6   | 1   | 3   | 2   | 2   | 5   |
| Dick Van Arsdale, Phoenix      | 12  | 2   | 4   | 0   | 1   | 5   | 3   | 4   |
| Chet Walker, Chicago           | 19  | 3   | 9   | 4   | 5   | 3   | 1   | 10  |
| Lenny Wilkens, Seattle         | 20  | 8   | 11  | 5   | 5   | 1   | 1   | 21  |
| Totales                        | 240 | 43  | 95  | 22  | 31  | 53  | 31  | 108 |

MIN: Minutos. TCA: Tiros de campo anotados. TCI: Tiros de campo intentados. TLA: Tiros libres anotados. TLI: Tiros libres intentados. REB: Rebotes. AST: Asistencias. PTS: Puntos

### Conferencia Este
| CONFERENCIA ESTE               |     |     |     |     |     |     |     |     |
| Jugador, Equipo                | MIN | TCA | TCI | TLA | TLI | REB | AST | PTS |
| Billy Cunningham, Philadelphia | 19  | 2   | 8   | 1   | 2   | 4   | 3   | 5   |
| John Havlicek, Boston          | 24  | 6   | 12  | 0   | 2   | 3   | 2   | 12  |
| Willis Reed, New York          | 27  | 5   | 16  | 4   | 6   | 13  | 1   | 14  |
| Earl Monroe, Baltimore         | 18  | 3   | 9   | 0   | 0   | 5   | 2   | 6   |
| Walt Frazier, New York         | 26  | 3   | 9   | 0   | 0   | 6   | 5   | 6   |
| Johnny Green, Cincinnati       | 7   | 2   | 3   | 0   | 1   | 2   | 0   | 4   |
| Dave DeBusschere, New York     | 19  | 4   | 7   | 0   | 0   | 7   | 3   | 8   |
| Lou Hudson, Atlanta            | 17  | 6   | 13  | 2   | 3   | 3   | 1   | 14  |
| Gus Johnson, Baltimore         | 23  | 5   | 12  | 2   | 2   | 4   | 2   | 12  |
| John Johnson, Cleveland        | 2   | 0   | 0   | 0   | 0   | 0   | 1   | 0   |
| Bob Kauffman, Buffalo          | 4   | 0   | 2   | 0   | 0   | 0   | 0   | 0   |
| Wes Unseld, Baltimore          | 21  | 4   | 9   | 0   | 0   | 10  | 2   | 8   |
| Tom Van Arsdale, Cincinnati    | 11  | 4   | 8   | 0   | 2   | 2   | 1   | 8   |
| Jo Jo White, Boston            | 22  | 5   | 10  | 0   | 0   | 9   | 2   | 10  |
| Totales                        | 240 | 49  | 118 | 9   | 18  | 68  | 25  | 107 |

MIN: Minutos. TCA: Tiros de campo anotados. TCI: Tiros de campo intentados. TLA: Tiros libres anotados. TLI: Tiros libres intentados. REB: Rebotes. AST: Asistencias. PTS: Puntos